# Právní prověření nemovitosti
Právní prověření nemovitostí (někdy též označované anglickým due diligence) představuje kontrolu právního stavu bytu, domu, pozemku nebo jiné nemovité věci. Zakládá se na přezkoumání, zda s prodávanou nemovitostí disponuje skutečný vlastník, či osoby vlastníkem zmocněné na základě bezchybné plné moci. Zahrnuje prověření evidovaného právního stavu nemovitosti v katastru nemovitostí, především informací v části C listu vlastnictví, kam se zapisují věcná práva zatěžující nemovitost. Součástí je rovněž prověření existence legálního přístupu k nemovitosti z veřejné komunikace.

## Důvody právního prověření
Právní prověření nemovitosti se provádí při nákupu jakékoli nemovitosti, a to obvykle na náklady kupujícího. Účelem je zajistit, že kupující bude mít k dispozici úplné a pravdivé informace o nemovitosti. Pokud se kupující unáhlí a zaváže se ke koupi nemovitosti bez patřičného právního prověření, vystavuje se riziku, že bude zavázán ke koupi nemovitosti, o kterou nakonec ztratí zájem. Například pozdě zjistí, že nemovitost mohou doživotně bezplatně užívat rodiče prodávajícího na základě služebnosti bytu (tzv. věcného břemene), nemovitost je pronajatá nebo část zahrady může za účelem průjezdu na svůj pozemek používat soused.
Jenže po podpisu rezervační smlouvy či smlouvy o smlouvě budoucí již standardně nelze od transakce beztrestně upustit, a kupující tak přijde minimálně o uhrazený rezervační poplatek, ne-li o další peníze z titulu smluvní pokuty nebo náhrady škody (liší se v závislosti na okolnostech obchodu). Pečlivé právní prověření nemovitosti by proto mělo předcházet podpisu již první smlouvy v obchodu, ať už je to smlouva rezervační, o smlouvě budoucí kupní nebo přímo kupní smlouva.

## Zdroje informací pro prověření nemovitosti
Profesionální prověření nemovitosti v praxi zajišťuje advokátní kancelář nebo zástupce kupujícího. Informace z katastru nutné k právnímu prověření je možné za poplatek získat na příslušném katastrálním úřadě, online přes dálkový přístup na katastru nebo třeba na pobočkách Czech POINT.

## List vlastnictví
Primárním zdrojem je list vlastnictví (LV), resp. výpis z katastru nemovitostí. LV obsahuje souhrn informací o nemovitostech, které v rámci daného katastrálního území mají totožnou vlastnickou strukturu. Zahrnuje údaje o vlastnících a nemovitostech, záznamy o právech, která slouží ve prospěch nemovitosti na straně jedné, a právech, která vlastnické právo k nemovitosti omezují na straně druhé, poznámky, údaje o BPEJ, nabývacích titulech a další (více viz List vlastnictví).

## Přehled vlastnictví
Z přehledu vlastnictví, který rovněž získáte na katastru, zjistíte na jakých LV je daná osoba evidovaná jako vlastník nebo jiný oprávněný. Údaje z ČR jsou roztříděné podle okresů, obcí a katastrálních území. Kontrola přehledu vlastnictví pomáhá předcházet situacím, kdy se při převodu „hlavní“ nemovitosti (např. domu, bytu, pozemku) zapomene na současný převod funkčně souvisejícího pozemku – např. podílu na příjezdové cestě, zahradě, nebytové jednotce či parkovací ploše.

## Sbírka listin a nabývací tituly
Ze sbírky listin katastru nemovitostí pak lze za poplatek stáhnout nabývací titul současného vlastníka a nahlédnout do něj (viz. návod k dohledání listin v dálkovém přístupu katastru nemovitostí). 
Nabývacím titulem se rozumí kupní smlouva, darovací smlouva, dohoda o vypořádání spoluvlastnictví, rozhodnutí soudu o dědictví, smlouva o výstavbě, prohlášení vlastníka nebo jiná listina, kterou současný majitel nabyl k nemovitosti vlastnické právo. Nabývací titul obsahuje důležité informace, které pomohou kupujícímu zajistit, aby se při převodu nezapomnělo na žádnou součást a prodávající na něj skutečně převedl všechny dohodnuté nemovitosti. Můžete zkontrolovat, zda se převáděná nemovitost shoduje s tou, kterou vlastník nabývacím titulem získal a stav v katastru odpovídá realitě. O některých detailech a součástech nemovitosti se pak často dozvíte právě pouze z nabývacího titulu, protože se do katastru samostatně nezapisují. Příkladem budiž parkovací stání či sklep, který náleží k bytové jednotce (a bezpochyby je promítnutý do výše kupní ceny), ačkoliv není v budově či pozemku vymezený jako samostatná jednotka. Současně mohou z nabývacího titulu vyplynout další omezení (závazkové povahy), které se do katastru nemovitostí nezapisují a nejsou tak patrné z LV.

## Katastrální mapa
Důležitým zdrojem informací je při právním prověření nemovitosti také katastrální mapa. Umožňuje zobrazení kupované nemovitosti ve vztahu k okolním parcelám. Využívá se při kontrole, zda je k nemovitosti zajištěný přístup z tzv. veřejné cesty, a dále též pro účely územního a stavebního řízení či pro řízení o vyvlastnění pozemku. Z katastrální mapy mohou být také patrné nezapsané stavby nebo neodpovídající zapsaný obvod stavby – toto může být problém, neboť nezapsané stavby nemusí být postaveny v souladu se stavebním zákonem (může hrozit nařízení odstranění takové stavby) a veškeré nesoulady zajímají také případnou financující banku.

## Evidence dlužníků
V neposlední řadě s prověřením nemovitosti souvisí i prověření samotné osoby prodávajícího (exekuce, insolvence), k čemuž se používají zejména veřejné databáze Centrální evidence exekucí Exekutorské komory ČR, insolvenční rejstřík, živnostenský a obchodní rejstřík, případně též registr dlužníků. Totéž platí pro osobu či obchodní společnost realitního makléře, a to především v případě, kdy se má přímo realitnímu makléři hradit rezervační poplatek na základě rezervační smlouvy (tj. rezervační poplatek nejde přes advokátní ani jinou úschovu).
Zvláštní kategorií jsou dluhy za příspěvky na správu domu a pozemku a plnění spojená nebo související s užíváním bytu či zálohách na takové platby. Tyto dluhy při převodu vlastnického práva k jednotce přecházejí na kupujícího, pokud se o nich mohl a měl dozvědět. Prodávající by měl kupujícímu předat potvrzení o výši dluhů nebo potvrzení o skutečnosti, že takové dluhy nemá. Toto potvrzení vydá osoba odpovědná za správu domu vlastníkovi, anebo se souhlasem vlastníka též kupujícímu. Pokud osoba odpovědná za správu domu potvrzení na požádání bez zbytečného odkladu nevydá, anebo z něj kupující nemohl dluhy zjistit, má se za to, že se kupující o dluzích nemohl dozvědět. Žádost je vhodné zaslat písemně a ponechat si potvrzení o odeslání, nejpraktičtější je ale předložení potvrzení vyřešit v samotné smlouvě.

## Informace, jež je možné najít v listu vlastnictví, a které mohou koupi zkomplikovat
- osoba majitele nemovitosti není shodná se jménem v listu vlastnictví - za takové situace koupi nelze realizovat,
- nemovitost je ve společném jmění manželů (či v majetkovém společenství manželů cizího práva) - souhlas k prodeji musí dát oba manželé,[11]
- nemovitost je v podílovém spoluvlastnictví více majitelů – majitel každého podílu má tedy právo prodat pouze příslušný podíl; někdy navíc může existovat předkupní právo ostatních spoluvlastníků [12]
- prodávající nevlastní pozemek, na kterém dům stojí - koupě je vysoce riziková, tato skutečnost navíc výrazně snižuje cenu nemovitosti,
- existence plomby (zahájené řízení) – na katastr byl doručen dokument, jenž mění stav nemovitosti, ale informace obsažená v tomto dokumentu ještě není zaznamenána ve výpisu (může se jednat o změnu vlastnictví, vklad zástavního práva, exekuce atd.; v této situaci je lepší nemovitost nekupovat a vyčkat skončení zahájeného řízení),
- zástavní právo – objevuje se nejčastěji ve spojitosti s hypotečním úvěrem, jímž současný majitel financoval koupi nemovitosti;[13] takové zástavní právo obvykle není překážkou ke zdárné realizaci transakce, ale musí s ním v rámci převodu strany vypořádat (uhradit dluh z úvěru či přesunout zástavní právo na jinou nemovitosti tak, aby nový majitel nabyl nemovitost nezatíženou, eventuálně převést úvěr na kupujícího),[14]
- zákaz zcizení a zatížení - objevuje se typicky jako související zatížení se zástavním právem; tehdy je potřeba opatřit si souhlas zástavního věřitele (banky) se zcizením nemovitosti (s převodem) či souhlas se zatížením (pokud kupující taktéž využije k financování kupní ceny úvěr zajištěný zástavním právem),[15]
- exekuce – dokud není exekuce vyplacena, nelze nemovitost převádět.[16][17]

## Omezení vlastnického práva, která se nezapisují do katastru
Ne všechny právní vady nemovitosti zjistíte z katastru. Právní prověření se v těchto ohledech musí odrazit ve znění smlouvy.
Zákon například umožňuje do katastru zapsat skutečnost, že nemovitost zatěžuje nájem nebo pacht. Jedná se však o právo, nikoliv povinnost, které má poskytnout zvýšenou ochranu nájemci či pachtýři (a nikoliv vlastníkovi pronajaté či propachtované nemovitosti). Proto tyto údaje z výpisu z katastru často nezjistíte. Vlastník, tedy prodávající nemovitosti by měl písemně prohlásit, že nemovitost mj. tyto vady nemá, anebo předložit příslušnou nájemní či pachtovní smlouvu, případně alespoň uvést podrobnosti – na jak dlouho je smlouva uzavřena, jaké jsou výpovědní důvody, kolik činí nájemné či pachtovné apod.
V nemovitosti se také může nacházet rodinná domácnost manželů nebo rodiny. Nemovitost s rodinnou domácností lze prodat nebo s ní jinak nakládat jen pokud s tím souhlasí oba manželé. A to dokonce i v případě, že nemovitost není ve společném jmění manželů či jejich podílovém spoluvlastnictví, ale náleží výlučně jednomu manželovi. Opomenutý manžel se jinak může domáhat neplatnosti kupní smlouvy. Je tedy vhodné si tuto informaci ověřit. Prodávající by tak měl ve smlouvě pod hrozbou sankce prohlásit, že v nemovitosti rodinná domácnost není, a pokud je, tak smlouvu musí podepsat i manžel prodávajícího (resp. manžel podepíše souhlas s převodem nemovitosti). Souhlas manžela se pak vyžaduje i pro účely financující banky – na zástavní smlouvě atp.

## Příklady právního prověření
Praktický průběh právního prověření nemovitosti se liší v závislosti na druhu konkrétní nemovité věci. Každý má svá specifika.

### Byt v osobním vlastnictví
Při koupi bytu v osobním vlastnictví je převáděn nejen byt samotný, ale také spoluvlastnický podíl na společných částech budovy, v níž je byt vymezen, a na pozemku, na němž budova stojí, je-li ve stejném vlastnickém režimu jako budova (a případně také podíl na dalších souvisejících pozemcích – zahradě, příjezdové cestě, parkovišti apod.) V praxi je v této souvislosti nutné dát pozor na dvoukolejnost úpravy bytových jednotek. Související podíly se totiž mohou nacházet na jiných LV a je nutné pohlídat, že opravdu převádíme s bytem vše (v některých případech jsou chybějící podíly ve smlouvě důvodem pro zamítnutí návrhu na vklad).
Jednotky (byty) vzniklé dle zákona č. 89/2012 Sb., občanského zákoníku účinného od 1. 1. 2014 jsou nemovitými věcmi. Zahrnují v sobě jednak byt (jako prostorově oddělenou část domu), a jednak podíl na společných částech nemovitosti vzájemně spojené a neoddělitelné, tedy pozemku s budovou a případně dalších funkčně souvisejících pozemcích (např. zahradě). V důsledku superficiální zásady se formálně podíl na budově v katastru u jednotek vymezených podle občanského zákoníku již samostatně neuvádí. Jednotka vymezená dle občanského zákoníku se vždy převede včetně podílu na společných částech nemovitosti a není nutné jej do smlouvy výslovně uvádět (ale obvykle ve smlouvě je, aby bylo stranám jasné, jak je jednotka vymezena a jaký podíl vlastník drží). Oproti tomu u bytů vzniklých podle předchozí úpravy zákona č. 72/1994 Sb., o vlastnictví bytů je nutné převést podíl na společných částech budovy a pozemku pod ní zvlášť (tedy je nutné jej do smlouvy správně označit). Způsob vymezení jednotky podle občanského zákoníku nebo zákona o vlastnictví bytů zjistíte při online nahlížení do katastru nebo z výpisu z katastru.
Dále je vhodné zkontrolovat prohlášení vlastníka, jímž byly jednotky (byty) v budově vymezeny, popřípadě i stanovy společenství vlastníků. V prohlášení vlastníka jsou specifikované společné části nemovitosti, práva výlučného užívání spojených s bytem, příslušenství bytu atp.

### Družstevní byt
Pří koupi družstevního bytu se fakticky jedná o převod družstevního podílu, s nímž jsou spojena členská práva a povinnosti, vč. nájemního práva ke konkrétnímu bytu. Nejedná se však o převod vlastnických práv k samotnému bytu. Jeho majitelem zůstává družstvo. V této situaci je vedle faktického stavu bytové jednotky nezbytné zkontrolovat i majetkové poměry družstva, obsah stanov bytového družstva a nájemní smlouvu současného člena.
Družstvo totiž může zásadním způsobem omezit, kdo se může stát jeho členem. Zakázat lze např. spoluvlastnictví družstevního podílu nebo nabytí členství právnické osobě. Objevují se také omezení v podobě požadavků, aby člen byl občanem ČR, což je však v rozporu min. s předpisy EU.
Další kámen úrazu může nastat, rozhodne-li se člen družstva byt dále pronajmout, aniž by v něm sám bydlel. Vlastník družstevního podílu, tedy člen družstva je v nájmu. Půjde tedy o podnájem, se kterým musí souhlasit vlastník bytu, tedy družstvo.